# Piptadenia weberbaueri
Piptadenia weberbaueri là một loài loài thực vật họ Đậu (Fabaceae).
Loài này chỉ có ở Peru.